# Pseudomedaeus distinctus
Pseudomedaeus distinctus är en kräftdjursart som först beskrevs av M. J. Rathbun 1898.  Pseudomedaeus distinctus ingår i släktet Pseudomedaeus och familjen Xanthidae. Inga underarter finns listade i Catalogue of Life.